# Podvornica
Podvornica är en ort i Kroatien.   Den ligger i länet Zagrebs län, i den centrala delen av landet, 24 km söder om huvudstaden Zagreb. Podvornica ligger 165 meter över havet och antalet invånare är 117.
Terrängen runt Podvornica är platt. Runt Podvornica är det glesbefolkat, med 10 invånare per kvadratkilometer. Närmaste större samhälle är Velika Gorica, 11,4 km norr om Podvornica. I omgivningarna runt Podvornica växer i huvudsak lövfällande lövskog.